# F E Lindström AB

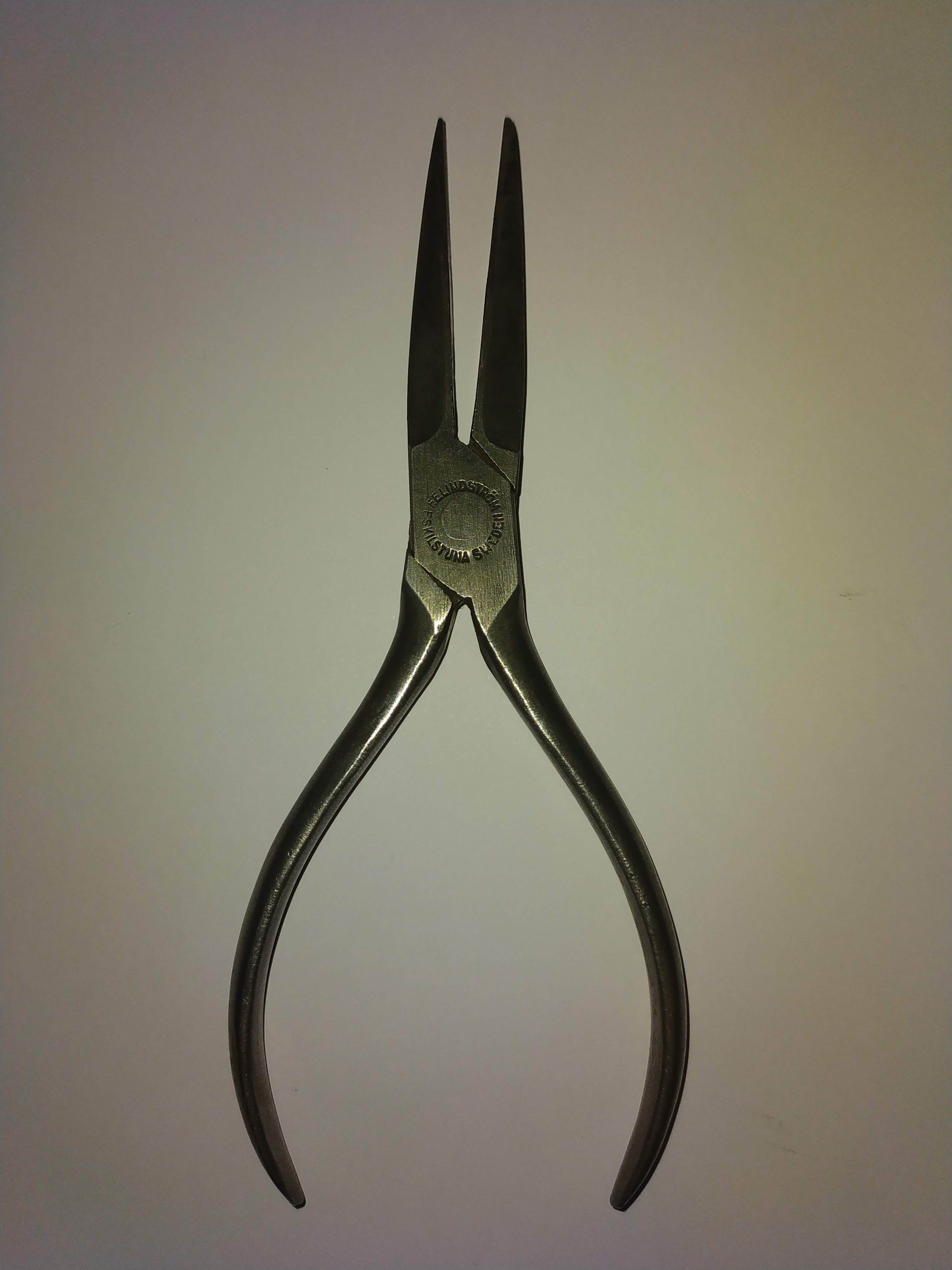
Tång med logotryck FE Lindström Eskilstuna

F E Lindström AB var en svensk tångtillverkare i Eskilstuna grundad i Stenkvista 1856 av Frans Edward Lindström. Firman flyttades 1858 till Björsund i Helgarö socken och 1876 till Eskilstuna. Produktionen var hantverksmässig fram till 1883 då de första maskinerna inköptes. Tillverkningen utökades till olika typer av högprecisionsverktyg. Företaget såldes 1930 av grundarens sonson Oscar Lindström till Mauritz Wedén (1880-1962) varvid dennes son, den blivande folkpartiledaren Sven Wedén fick anställning i firman, där  han 1945 befordrades till disponent, och 1954 till vd. 
Företaget såldes ånyo 1974 till B.A. Hjorth & Co, dvs  Bahco. År 1991 flyttades verksamheten till Enköping och sortimentet saluförs inom koncernen numera under namnet Lindstrom Precision Tools.